# Digitaria bicornis
Digitaria bicornis là một loài thực vật có hoa trong họ Hòa thảo. Loài này được (Lam.) Roem. & Schult. mô tả khoa học đầu tiên năm 1817.